# Discografia dei Kasabian
Questa è la discografia dei Kasabian, gruppo musicale britannico formatosi nel 1997.
Il gruppo debutta nel 2004 con l'omonimo album Kasabian, che ottiene un ottimo riscontro commerciale soprattutto nel Regno Unito, raggiungendo la quarta posizione e ottenendo tre dischi di platino per le sue vendite. Nel 2005 viene pubblicato l'album dal vivo Live from Brixton Academy, a cui segue nel 2006 il secondo album in studio Empire, che debutta direttamente alla prima posizione della classifica britannica e raggiunge buone posizioni anche in Irlanda e in Giappone.
West Ryder Pauper Lunatic Asylum, terzo album di inediti del gruppo, esce nel 2009 e arriva anch'esso al primo posto nel Regno Unito, trascinato dal successo del singolo Fire, terzo nella Official Singles Chart e disco d'oro nel Regno Unito. Il vero successo al di fuori del Regno Unito arriva nel 2011 con l'album Velociraptor!, anch'esso primo nella Official Albums Chart. Live! - Live at The O2, il secondo album dal vivo della band, viene pubblicato nel 2012. Il quinto album in studio, intitolato 48:13, è stato pubblicato nel 2014, seguito nel 2017 da For Crying Out Loud. Entrambi hanno subito debuttato, come i tre predecessori, al primo posto nel Regno Unito. Nel 2022 è stato pubblicato il settimo album in studio, The Alchemist's Euphoria. Anch'esso ha debuttato al primo posto nel Regno Unito, traguardo raggiunto anche dal successore Happenings.

## Album

### Album in studio
| Anno                                                                          | Titolo | Classifiche | Classifiche | Classifiche | Classifiche | Classifiche | Classifiche | Classifiche | Classifiche | Classifiche | Classifiche | Certificazioni                              |
| Anno                                                                          | Titolo | UK          | AUS         | AUT         | DEU         | IRE         | ITA         | JPN         | NZ          | SWI         | US          | Certificazioni                              |
| ----------------------------------------------------------------------------- | --- | ----------- | ----------- | ----------- | ----------- | ----------- | ----------- | ----------- | ----------- | ----------- | ----------- | ------------------------------------------- |
| 2004                                                                          | Kasabian - Pubblicato: 13 settembre 2004 - Etichetta: Sony Music, RCA, Arista Records                       | 4           | —           | —           | —           | 22          | 56          | 17          | —           | —           | 94          | - UK: Platino (3) - JPN: Oro                |
| 2006                                                                          | Empire - Pubblicato: 28 agosto 2006 - Etichetta: Sony Music, RCA, Columbia Records                          | 1           | 67          | 64          | 68          | 3           | 40          | 8           | 19          | 47          | 114         | - UK: Platino (2) - AUS: Oro - IRE: Platino |
| 2009                                                                          | West Ryder Pauper Lunatic Asylum - Pubblicato: 8 giugno 2009 - Etichetta: Sony Music, RCA, Columbia Records | 1           | 11          | 56          | 53          | 4           | —           | 11          | 23          | 27          | 126         | - UK: Platino (3) - AUS: Oro - IRE: Platino |
| 2011                                                                          | Velociraptor! - Pubblicato: 19 settembre 2011 - Etichetta: Sony Music, Columbia Records                     | 1           | 8           | 17          | 22          | 2           | 11          | 10          | 21          | 10          | —           | - UK: Platino (2) - ITA: Oro - POL: Oro     |
| 2014                                                                          | 48:13 - Pubblicato: 9 giugno 2014 - Etichetta: Sony Music, Columbia Records, Harvest Records                | 1           | 11          | 22          | 26          | 2           | 6           | 21          | 20          | 11          | —           | - UK: Platino                               |
| 2017                                                                          | For Crying Out Loud - Pubblicato: 5 maggio 2017 - Etichetta: Sony Music, Columbia Records                   | 1           | 21          | 20          | 27          | 2           | 7           | 17          | —           | 12          | —           | - RUS: Oro - UK: Oro                        |
| 2022                                                                          | The Alchemist's Euphoria - Pubblicato: 12 agosto 2022 - Etichetta: Sony Music                               | 1           | 32          | —           | 63          | 80          | —           | 69          | —           | 26          | —           |                                             |
| 2024                                                                          | Happenings - Pubblicato: 5 luglio 2024 - Etichetta: Sony Music                                              | 1           | —           | —           | —           | —           | —           | —           | —           | 90          | —           |                                             |
| "—" indica una pubblicazione non classificata o non pubblicata in quel Paese. | |             |             |             |             |             |             |             |             |             |             |                                             |

### Album dal vivo
| Anno                                                                          | Titolo                                                                                             | Classifiche |
| Anno                                                                          | Titolo                                                                                             | JPN         |
| ----------------------------------------------------------------------------- | -------------------------------------------------------------------------------------------------- | ----------- |
| 2005                                                                          | Live from Brixton Academy - Pubblicato: 4 giugno 2005 - Etichetta: Sony Music, RCA, Arista Records | —           |
| 2012                                                                          | Live! - Live at The O2 - Pubblicato: 29 giugno 2012 - Etichetta: Sony Music                        | 153         |
| "—" indica una pubblicazione non classificata o non pubblicata in quel Paese. | |             |

### Raccolte
| Anno                                                                          | Titolo | Classifiche | Certificazioni |
| Anno                                                                          | Titolo | UK          | Certificazioni |
| ----------------------------------------------------------------------------- | --- | ----------- | -------------- |
| 2010                                                                          | The Albums - Pubblicato: 14 giugno 2010 - Etichetta: Columbia Records                                                | 22          | - UK: Argento  |
| 2011                                                                          | Empire/West Ryder Pauper Lunatic Asylum - Pubblicato: 16 novembre 2011 - Etichetta: Sony Music                       | —           |                |
| 2013                                                                          | Kasabian/Empire - Pubblicato: 18 marzo 2013 - Etichetta: Sony Music, Columbia Records                                | 174         |                |
| 2014                                                                          | West Ryder Pauper Lunatic Asylum/Velociraptor! - Pubblicato: 29 agosto 2014 - Etichetta: Sony Music, Columbia Record | —           |                |
| "—" indica una pubblicazione non classificata o non pubblicata in quel Paese. | |             |                |

## Extended play
| Anno | Album                                                                                 |
| ---- | ------------------------------------------------------------------------------------- |
| 2007 | iTunes Live: London Festival '07 - Pubblicato: 6 agosto 2007 - Etichetta: Sony Music  |
| 2007 | Fast Fuse - Pubblicato: 2 ottobre 2007 - Etichetta: RCA                               |
| 2008 | Discover Kasabian - Pubblicato: 25 luglio 2008 - Etichetta: Sony Music                |
| 2009 | West Ryder EP - Pubblicato: maggio 2009 - Etichetta: Sony Music                       |
| 2009 | London Festival '09 - Pubblicato: 27 luglio 2009 - Etichetta: Sony Music              |
| 2011 | iTunes Live: London Festival '11 - Pubblicato: 26 luglio 2011 - Etichetta: Sony Music |

## Singoli
| Anno                                                                          | Titolo                          | Classifiche | Classifiche | Classifiche | Classifiche | Classifiche | Certificazioni    | Album di provenienza             |
| Anno                                                                          | Titolo                          | UK          | IRE         | ITA         | JPN         | US Alt.     | Certificazioni    | Album di provenienza             |
| ----------------------------------------------------------------------------- | ------------------------------- | ----------- | ----------- | ----------- | ----------- | ----------- | ----------------- | -------------------------------- |
| 2003                                                                          | Processed Beats (Demo)          | —           | —           | —           | —           | —           |                   | Kasabian                         |
| 2004                                                                          | Reason Is Treason               | —           | —           | —           | —           | —           |                   | Kasabian                         |
| 2004                                                                          | Club Foot                       | 19          | —           | —           | —           | 27          | - UK: Platino     | Kasabian                         |
| 2004                                                                          | L.S.F. (Lost Souls Forever)     | 10          | —           | 17          | —           | 32          | - UK: Oro         | Kasabian                         |
| 2004                                                                          | Processed Beats                 | 17          | —           | —           | —           | —           |                   | Kasabian                         |
| 2005                                                                          | Cutt Off                        | 8           | —           | —           | —           | —           |                   | Kasabian                         |
| 2005                                                                          | Club Foot/55                    | 21          | —           | —           | —           | —           |                   | Kasabian                         |
| 2006                                                                          | Empire                          | 9           | 32          | —           | —           | —           | - UK: Argento     | Empire                           |
| 2006                                                                          | Shoot the Runner                | 17          | —           | —           | —           | —           | - UK: Argento     | Empire                           |
| 2007                                                                          | Me Plus One                     | 22          | —           | —           | —           | —           |                   | Empire                           |
| 2009                                                                          | Fire                            | 3           | 31          | —           | 98          | —           | - UK: Platino (2) | West Ryder Pauper Lunatic Asylum |
| 2009                                                                          | Where Did All the Love Go?      | 30          | —           | —           | —           | —           |                   | West Ryder Pauper Lunatic Asylum |
| 2009                                                                          | Underdog                        | 32          | 45          | —           | 17          | —           | - UK: Platino     | West Ryder Pauper Lunatic Asylum |
| 2010                                                                          | Vlad the Impaler                | 114         | —           | —           | —           | —           |                   | West Ryder Pauper Lunatic Asylum |
| 2011                                                                          | Days Are Forgotten              | 28          | —           | 31          | 10          | —           |                   | Velociraptor!                    |
| 2011                                                                          | Re-Wired                        | 96          | —           | —           | —           | —           |                   | Velociraptor!                    |
| 2012                                                                          | Goodbye Kiss                    | 76          | —           | 9           | —           | —           | - ITA: Platino    | Velociraptor!                    |
| 2012                                                                          | Man of Simple Pleasures         | —           | —           | 86          | —           | —           |                   | Velociraptor!                    |
| 2014                                                                          | eez-eh                          | 22          | 38          | —           | 30          | —           | - UK: Argento     | 48:13                            |
| 2014                                                                          | bumblebeee                      | 165         | —           | —           | —           | —           |                   | 48:13                            |
| 2014                                                                          | bow                             | —           | —           | —           | —           | —           |                   | 48:13                            |
| 2014                                                                          | stevie                          | —           | —           | —           | —           | —           |                   | 48:13                            |
| 2017                                                                          | You're in Love with a Psycho    | 62          | —           | —           | —           | —           | - UK: Platino     | For Crying Out Loud              |
| 2017                                                                          | Comeback Kid                    | —           | —           | —           | —           | —           |                   | For Crying Out Loud              |
| 2017                                                                          | Are You Looking for Action?     | —           | —           | —           | —           | —           |                   | For Crying Out Loud              |
| 2017                                                                          | Ill Ray (The King)              | —           | —           | —           | —           | —           |                   | For Crying Out Loud              |
| 2017                                                                          | Bless This Acid House           | —           | —           | —           | —           | —           |                   | For Crying Out Loud              |
| 2021                                                                          | Alygatyr                        | —           | —           | —           | —           | —           |                   | The Alchemist's Euphoria         |
| 2022                                                                          | Scriptvre                       | —           | —           | —           | —           | —           |                   | The Alchemist's Euphoria         |
| 2022                                                                          | Chemicals                       | —           | —           | —           | —           | —           |                   | The Alchemist's Euphoria         |
| 2022                                                                          | The Wall                        | —           | —           | —           | —           | —           |                   | The Alchemist's Euphoria         |
| 2022                                                                          | Strictly Old Skool              | —           | —           | —           | —           | —           |                   | The Alchemist's Euphoria         |
| 2023                                                                          | Rocket Fuel (feat. The Prodigy) | —           | —           | —           | —           | —           |                   | The Alchemist's Euphoria         |
| 2023                                                                          | Algorithms                      | —           | —           | —           | —           | —           |                   | Happenings                       |
| 2024                                                                          | Call                            | —           | —           | —           | —           | —           |                   | Happenings                       |
| 2024                                                                          | Coming Back to Me Good          | —           | —           | —           | —           | —           |                   | Happenings                       |
| "—" indica una pubblicazione non classificata o non pubblicata in quel Paese. |                                 |             |             |             |             |             |                   |                                  |

### Altri brani classificati
| Anno                                                                          | Titolo             | Classifiche | Classifiche | Album di provenienza             |
| Anno                                                                          | Titolo             | UK          | SCO         | Album di provenienza             |
| ----------------------------------------------------------------------------- | ------------------ | ----------- | ----------- | -------------------------------- |
| 2008                                                                          | Fast Fuse          | 156         | —           | West Ryder Pauper Lunatic Asylum |
| 2011                                                                          | Switchblade Smiles | 186         | —           | Velociraptor!                    |
| 2014                                                                          | explodes           | 52          | 40          | 48:13                            |
| "—" indica una pubblicazione non classificata o non pubblicata in quel Paese. |                    |             |             |                                  |

## Videografia

### Album video
| Anno | Titolo                                                                      |
| ---- | --------------------------------------------------------------------------- |
| 2012 | Live! - Live at The O2 - Pubblicato: 29 giugno 2012 - Etichetta: Sony Music |

### Video musicali
| Anno | Canzone                                    | Regista                      |
| ---- | ------------------------------------------ | ---------------------------- |
| 2004 | Reason Is Treason                          | Scott Lyon                   |
| 2004 | Club Foot                                  | W.I.Z.                       |
| 2004 | L.S.F. (Lost Souls Forever)                | W.I.Z.                       |
| 2004 | Processed Beats                            | Jason Smith                  |
| 2004 | Cutt Off                                   | Simon and Jon                |
| 2005 | L.S.F. (Lost Souls Forever) (U.S. Version) | AV Club                      |
| 2005 | Club Foot (Live at Brixton Academy)        | Charlie Lightening           |
| 2006 | Empire                                     | W.I.Z.                       |
| 2006 | Shoot the Runner                           | Alex & Martin                |
| 2007 | Me Plus One                                | Scott Lyon                   |
| 2009 | Vlad the Impaler                           | Richard Ayoade               |
| 2009 | Fire                                       | W.I.Z.                       |
| 2009 | Underdog                                   | Charlie Lightening           |
| 2009 | Where Did All the Love Go?                 | Charles Mehling              |
| 2010 | Vlad the Impaler (Live at The O2 Dublin)   | W.I.Z.                       |
| 2011 | Switchblade Smiles                         | Aitor Throup                 |
| 2011 | Days Are Forgotten                         | AB/CD/CD                     |
| 2011 | Re-Wired                                   | Thomas Carty                 |
| 2012 | Goodbye Kiss                               | Charlie Lightning            |
| 2012 | Narcotic Farm II                           | Sergio Pizzorno              |
| 2012 | Neon Noon                                  | Sergio Pizzorno              |
| 2012 | Man of Simple Pleasures                    | Aitor Throup                 |
| 2012 | Dream Again in Your Way                    | Tom Meighan                  |
| 2012 | Switchblade Smiles (Live)                  | Charlie Lightning            |
| 2014 | eez-eh                                     | Aitor Throup                 |
| 2014 | bumblebeee                                 | Aitor Throup e John Holloway |
| 2014 | stevie                                     | Ninian Doff                  |
| 2014 | bow                                        | Aitor Throup                 |
| 2017 | You're in Love with a Psycho               | W.I.Z.                       |
| 2017 | Are You Looking for Action?                | Aitor Throup e Sing J. Lee   |
| 2017 | Bless This Acid House                      | W.I.Z.                       |
| 2017 | Ill Ray (The King)                         | Dan Cadan                    |
| 2022 | Scriptvre                                  | Rawtape                      |
| 2022 | Chemicals                                  | Loose                        |